# Schloss Pansin
Schloss Pansin (polnisch Zamek w Pęzinie) ist ein Herrenhaus im heutigen Pęzino im Gmina Stargard, Woiwodschaft Westpommern in Polen.
Das Herrenhaus, eine alte Wasserburg, gilt als herausragendes Beispiel für Schlösser der frühen Neuzeit in Pommern. Bis ins 14. Jahrhundert war am Ort ein namensgebendes Adelsgeschlecht ansässig. Ab 1357 war die Familie Borcke Lehensnehmer, die den Besitz an den Johanniterorden verkaufte. Diese belehnten 1420 die Familie von Güntersberg mit dem Gut. Teils war Pansin aber allodialer Besitz. Nach Verkauf eines Teils des Guts durch die Familie von Güntersberg wurde der Johanniterorden Besitzer des vollständigen Guts, das Sitz einer Komturei wurde. Ende des 15. Jahrhunderts wurde aber wieder die Familie von Borcke als Besitzer genannt, die dies bis 1660 blieb, als die Familie Puttkamer das Gut erwarben.
Neben zahlreichen Baudetails aus dem Mittelalter hat der heutige Bau viele Stilelemente durch Umbauten während der Renaissance erhalten. Zwischen 1850 und 1855 wurde das Schloss nach Plänen des preußischen Architekten Heinrich Strack erheblich umgestaltet, doch blieben viele mittelalterliche Bauelemente erhalten. Im Jahr 1935 brannte ein Teil des Schlosses ab, wurde aber bald darauf wiederhergestellt.
Nach der polnischen Übernahme der Region wurde das Schloss Sitz eines volkseigenen Guts.